# أسوار قرطبة الرومانية
أسوار قرطبة الرومانية (بالإنجليزية: Roman walls of Córdoba) هي الأسوار الدفاعية الرومانية القديمة لمدينة قرطبة في إسبانيا، أعاد بناءها الأمير عبد الرحمن الداخل في العهد الإسلامي على أساس السور الروماني القديم.

## الوصف
تم بناء الجدران كتحصينات بعد وقت قصير من استيلاء الرومان على قرطبة، وهي تمتد حوالي 2650 مترًا لتحيط بالمدينة بالكامل.
تتألف من اللبن والحجر المقطوع بعناية مع جدار خارجي يصل ارتفاعه إلى 3 أمتار وجدار داخلي بارتفاع 1.2 متر يحيط بفجوة بعرض 6 أمتار.
لا تزال بقايا الجدار الروماني الذي بُني في القرن الأول قبل الميلاد قائمة وقيد الاستخدام، وتشكل الآن جزءًا من المركز التاريخي لمدينة قرطبة، ادرج اليوم كأحد مواقع التراث العالمي لليونسكو منذ عام 1984.